# Tipulamima haugi
Tipulamima haugi là một loài bướm đêm thuộc họ Sesiidae. Nó được biết đến ở Gabon.